# Schizopepon xizangensis
Schizopepon xizangensis är en gurkväxtart som beskrevs av An Min g Lu och Zhi Y. Zhang. Schizopepon xizangensis ingår i släktet Schizopepon och familjen gurkväxter. Inga underarter finns listade i Catalogue of Life.